# Józef Ziubrak
Józef Ziubrak (* 20. Dezember 1952 in Szyba) ist ein ehemaliger polnischer Leichtathlet, der sich auf den Langstreckenlauf spezialisiert hat. Seinen größten Erfolg feierte er mit dem Gewinn der Silbermedaille über 3000 Meter bei den Halleneuropameisterschaften 1976 in München.

## Sportliche Laufbahn
Erste internationale Erfahrungen sammelte Józef Ziubrak vermutlich im Jahr 1975, als er bei der Sommer-Universiade in Rom mit 13:59,21 min auf den achten Platz im 5000-Meter-Lauf gelangte. Im Jahr darauf gewann er bei den Halleneuropameisterschaften in München in 8:02,0 min die Silbermedaille über 3000 Meter hinter Ingo Sensburg aus der Bundesrepublik Deutschland und 1978 gelangte er bei den Halleneuropameisterschaften in Mailand mit 7:56,2 min auf den neunten Platz im 3000-Meter-Lauf. 
In den Jahren 1976, 1978 und 1979 wurde Ziubrak polnischer Meister im 3000-Meter-Lauf.

## Persönliche Bestleistungen
- 1500 Meter: 3:40,70 min, 30. Mai 1976 in Bydgoszcz
- 3000 Meter: 7:54,4 min, 1. September 1976 in Köln
  - 3000 Meter (Halle): 7:56,2 min, 12. März 1978 in Mailand
- 5000 Meter: 13:41,16 min, 26. Juli 1977 in Stockholm